# 大连交通
大连地处辽东半岛最南端，临黄海、渤海。大连交通形式丰富，有铁路、公路、航空、船运、公交汽车、有轨电车、无轨电车、BRT、快轨、出租车等多种形式。大连还拥有高速铁路及地铁。

## 国际及省市际交通

### 铁路

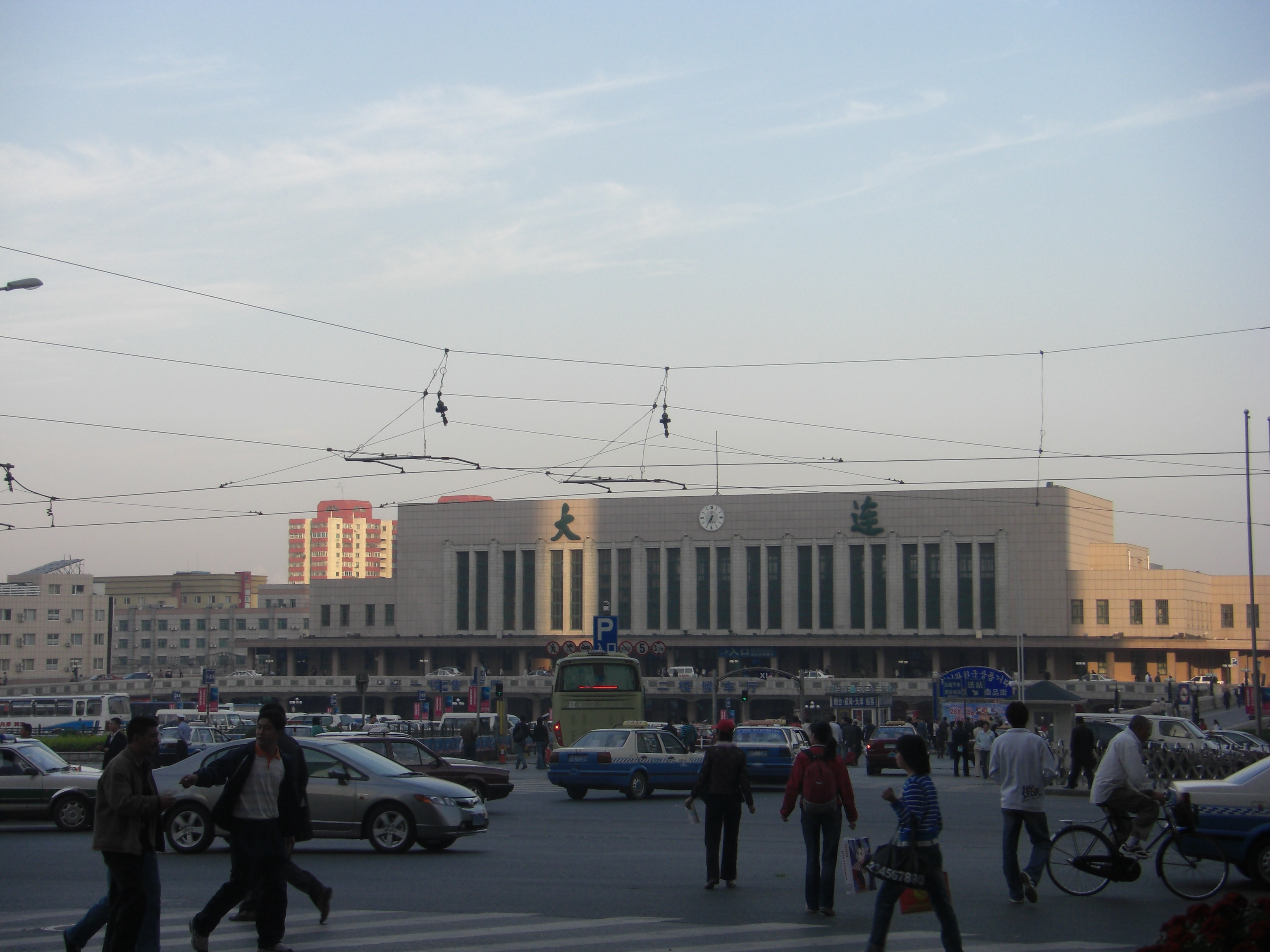
大连火车站

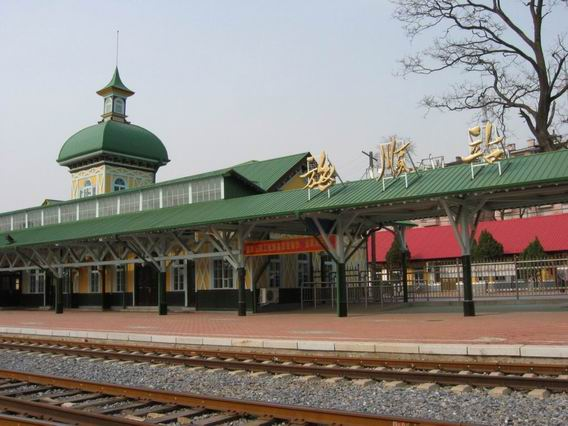
19世纪末沙俄建造之旅顺车站

大连是中国东北铁路网极南端，19世纪末沙俄侵占时期即开始修建铁路，日本统治时期确定了现有铁路格局。普兰店、瓦房店两市的现市区即是因铁路而发展。现有俄日修建的沈大铁路、日本修建的金城铁路，20世纪80年代修建的与金城铁路接轨的庄河市地方铁路，以及烟大铁路轮渡。
大连站是贯穿中国东北的沈大线终端站，位于历史悠久的市中心商业区青泥洼桥，为沈阳铁路局管辖的一等站。主体建筑面向正南。车站建于1937年，由当时满铁设计师太田宗太郎仿照东京上野站设计，2002年扩建高架站房，增建北出口和站北广场。现有上下两层，下层南北为售票厅，上层为高架候车大厅，南北两出口，南出口外是站南广场（又称站前广场）和80年代港商投资建设的胜利广场，北出口外是站北广场（又称凯旋广场），北广场西侧有建设街长途汽车站和通往大连开发区、金石滩、金州的大连地铁3号线起点站。
哈大客运专线于2007年8月23日正式开工建设，预计2011年竣工，项目投资估算总额923亿元人民币，平均每公里造价将超过1亿元人民币。哈大客运专线为复线电气化铁路，基础设施按350千米/时的速度建设，区间运行列车均为动车组，平均时速200千米以上。建成后将大大缩短大连至东北主要城市的旅行时间。现已确定在甘井子区后盐立交桥以西的华北路北侧建立大连北站，主要办理未来的动车组到发业务，同时保留现大连站，主要办理普通客运列车到发业务。大连北站还将与已开工的地铁接驳，并形成新的城市交通枢纽，缓解大连站周边拥挤状况。

### 港口
大連港，建於清末1898年，是一個世界闻名的天然不凍的良港，亦是中國南北水陸交通運輸樞紐和东北亚的主要港口之一，在國際貿易和國內物資交流方面起著重要的作用。大連港現有47个專業裝卸作業區，共拥有48個万吨级以上泊位，最大水深為-25米。全国最大的45万吨级原油码头、30万吨级矿石码头（2011年12月疏浚工程完成后将升级至40万吨级，另一座15万吨级转水码头）、全国最大的汽车码头、粮食码头和客运码头及全国最大的集装箱码头之一。2011年8月27日，大连港大窑湾二期15号集装箱泊位及堆场工程竣工，具备投产条件。该泊位岸线全长466.03米，水深达17.8米，创下国内同类码头的水深之最，可供当今世界上最大的集装箱船—14074TEU的超大型集装箱船靠泊作业。15号泊位堆场工程总面积达31万平方米，是国内建成的面积最大的单项泊位堆场。
2008年烟大火车轮渡正式投入运营。大連港口水域346平方公里，陸地面積為10平方公里，倉庫40座，面積30余万平方米，貨場180万平方米。全国规模最大的新30万吨级原油码头（可全天候靠泊45万吨级超大原油轮）已于2010年1月投入试投产，现正建设27万立方米15万吨级LNG（液体天然气）码头、以及集装箱码头二期最后一个泊位（16号泊位）三期（17、18号泊位已竣工，19-22号泊位正在施工中）及大窑湾北岸集装箱码头、北防波堤（已竣工）、北航道扩建（已竣工）、大连湾港区扩建、长兴岛港区、太平湾港区、栗子房港区、旅顺新港、旅顺双岛湾港区、庄河港等工程。
自開港以來，幾經擴建改造，容納船隻通過能力有了很大的提高，已成為大規模、現代化的綜合性港口。目前，大連港與世界上160多個國家和地區的港口建立了業務往來。其港口吞吐量迅速增長，由1980年的3200多萬噸，到2010年的3亿多噸。
大连港也是海上客运的主要港口之一，承担了山东半岛和辽东半岛之间的“黄金水道”的客运任务。
根据2011年7月30日国务院下发的《关于同意辽宁大连长兴岛港口岸对外开放的批复》，2011年9月10日，大连市政府正式对外宣布，大连长兴岛港口岸获准对外开放。此次批准的长兴岛港开放泊位共68个，包括公共港区和STX港区已建成的13个泊位，“十二五”期间规划建设的55个泊位，并同时批准设立海关、出入境检验检疫局、海事局、边防检查站等相应工作机构。目前，长兴岛临港工业区设立综合保税区即将获得国家批准，国家有关部门和省、市正在推进在长兴岛设立自由贸易园区的工作。长兴岛已经成为东北地区的对外开放高地。

### 航空
大连周水子国际机场是大连市的国际机场，始建于1972年10月，原为军用机场，是中国国家一级民用国际机场，位于大连甘井子区西部(城区西北角)，佔地284.46公顷。机场共有中国国内98条路线，国外46条路线，2010年大连机场实现年吞吐量1070万人次，成为东北首家、全国第16家“千万级机场”，旅客吞吐量、货邮吞吐量和航班起降架次连续13年居东北首位，国际航线数量位居全国第四。
2011年9月6日大连国际机场三期扩建的核心工程—新国际航站楼竣工，该工程于2009年9月正式开工，总投资22亿元。大连机场三期扩建工程包括新建7万平方米航站楼、34万平方米停机坪，以及改造滑行道和其他附属设施。新航站楼竣工后，大连国际机场航站楼总面积达到13.6万平方米，新增40个值机柜台、14条安检通道和8条登机廊桥（合计达到18个登机廊桥）；航站楼前广场总面积达23.5万平方米，停车场占地14万平方米，停车位2600个，将基本满足2020年搬迁至新机场前过渡期的使用需求。据悉，新航站楼全长555.5米，贯通后新老航站楼总长近千米。
大连机场预计未来（2009年-2010年）完成客运1600万-1800万人目标。大连市计划于2015年在金州湾建设新机场。新机场一期规划建设两条长3600米跑道和20万平方米的航站楼。可满足2020年前后的发展目标。

### 高速公路
- 沈大高速公路
沈大高速公路全长375km，1984年6月开工，是中国最早建设的高速公路，1990年9月1日开通，1993年4月被划为同三高速的一部分，途径鞍山、营口、辽阳等大中城市。大连市管辖区域138.545km，双向8车道。
- 丹大高速公路
丹东⇔庄河⇔大连全长186.860km。2005年9月28日正式开通，现已通车，从大连到丹东车程缩短4小时以上，全程双向4车道。
- 其他另有沈大-丹大高速连接线、丹大高速公路西段、土羊高速、大窑湾疏港高速等已建成通车，另长兴岛疏港高速公路、庄河-岫岩高速公路已经开工建设。

## 市内交通

### 公路
中山路是大连市区的第一大道，由港湾广场起始（港湾广场至中山广场段称为人民路）大致走向为东偏北-西偏南，在台山东北折向正南，星海广场西北折向西南，此后大致与海岸线平行，黑石礁以西至河口称为黄浦路并与旅顺南路相接。1899年沙俄建市时始建，名为莫斯科大街，即今友好广场至港湾桥段；日本占领大连后开始扩建，1914年建成，由中山广场至解放广场。1928年开通有轨电车。日本投降后的1946年更名，后道路走向有调整，人民广场以西段由东西向改为东偏北—西偏南走向至马栏河岸，解放广场至今奥林匹克广场一段不再属于中山路。1974年，中山路上的有轨电车1路拆除，改为汽车15路。1985年，中山路延伸至星海三站，1996年延伸至黑石礁至今。1994年前称为斯大林路。
东北快速路，又名东快路，是大连市中心城区第一条城市快速路，连通大连市区与沈大高速、开发区。主体由东北路桥（白云新村至广电中心）、香炉礁立交（广电中心至海达广场）、地面快速路（海达广场至华北路）组成。
东联路，是大连市第一条真正意义上的高架路，但官方经常将东联路划入单体定向立交桥的行列，因为这样可以介绍东联路是“目前国内城市中心城区规模最大的桥梁”。全长14.2公里，是大连中心城区规划的“五纵五横”快速路网的其中一纵。东联路市内桥口位于联合路北端，出市区方向终点位于华东路、甘南路路口南侧，入市区方向上桥口位于华东路、华北路路口东。入市方向设有甘南路（华东路甘南路口南）、松江路（金三角，华东路松江路口南）、疏港路（通往联合路出口）三个上匝道，和春柳（春柳隧道北口）、西安路两个下匝道和联合路主路出口；岀市方向设有春柳（春柳隧道北口）上匝道，和松江路（金三角，华东路松江路口南）下匝道。由于，上下匝道如此设计，普遍认为此高架对于长距离车辆起到快速连接作用，对于短途车辆则没有关联。该工程刷新了大连市中心城区市政建设史上的数项纪录：用钢量达8万余吨，浇注混凝土30余万立方米；工程总投资达19亿；有50多支各类专业建设和监理队伍先后参与建设，有一万余名职工集体奋战；首次实施大吨位钢箱梁跨铁路顶推（拖拉）作业，首次在中心城区狭小的空间内吊装规模如此之大的钢箱梁。在中华东路路段预留了与中华东路的互通立交接口。

### 公交
大连公交诞生于1909年9月25日通车的第一条有轨电车，1927年开通第一条公共汽车线路。经过百年发展，现已拥有常规公交、小公共汽车、有轨电车、无轨电车、轻轨、BRT等多种形式，市内公交出行分担率达45%，每万人拥有公交24标台。

### 轨道交通
大连现代意义上的城市轨道交通起步于2000年，2002年第一条快速轨道交通线路快轨3号线建成通车。2009年7月25日，大连地铁一、二号线开工，20多年的梦想成为现实。2015年5月22日，大連地鐵二號線一期開通運營。同年10月30日，地鐵一號線一期開通運營，並於2017年6月7日全線貫通。2021年12月28日，大連地鐵十三號線與大連地鐵三號線貫通運營。
| 路線序号      | 路線名称 | 類型      | 起点站       | 終点站         | 大致里程  | 开通日期                                        | 备注                                        |
| ------------- | -------- | --------- | ------------ | -------------- | --------- | ----------------------------------------------- | ------------------------------------------- |
| 201路有轨電車 |          | 路面      | 興工街       | 海之韵公園     | 12公里    | 1909年9月25日                                   | 终点站暂时设在华乐广场                      |
| 202路有轨電車 |          | 路面+高架 | 興工街       | 小平島前       | 13公里    | 1909年                                          | 终点站暂时设在河口                          |
| 地铁一号線    |          | 地下      | 海之韵公園站 | 河口站         | 26.4公里  | 2015年10月30日（一期） 2017年6月7日（全线贯通） | 規劃三期（姚家-新機場）                     |
| 地铁二号線    |          | 地下      | 辛寨子站     | 海之韻站       | 23.4公里  | 2015年5月22日（一期）                           | 前革-大连北站区间仍在建设中，預計2022年開通 |
| 地铁三号線    |          | 高架+路面 | 大連站       | 金石灘站       | 49.15公里 | 2002年11月8日                                   |                                             |
| 地铁四号線    | 旅順北線 | 地下+高架 | 營城子站     | 梭魚灣站       | 23.01公里 |                                                 | 預計2026年開通                              |
| 地铁五号線    |          | 地下      | 後關村站     | 虎灘新区站     | 24.48公里 |                                                 | 預計2023年開通                              |
| 地铁七号線    |          | 高架      | 百合山莊站   | 港灣廣場站     | 16.5公里  |                                                 | 規劃中                                      |
| 地铁十二号線  |          | 高架      | 河口站       | 旅順新港站     | 42.7公里  | 2014年5月1日                                    | 原為202延伸線                               |
| 地铁十三號線  |          | 高架      | 九里站       | 普蘭店振興街站 | 43.1公里  | 2021年12月28日                                  |                                             |

### 出租车
大连的出租车起步价为10元人民币（3公里以內），超过3公里每公里租价2.00元，晚上10点以后和早上7点以前起步价为13元，单程和往返计价不同。
大连出租车车型较多，多为桑塔纳、捷达、奇瑞。运营公司也很多。